# Lygropia joelalis
Lygropia joelalis là một loài bướm đêm trong họ Crambidae.